# Tympanuchus
Tympanuchus – rodzaj ptaków z podrodziny bażantów (Phasianinae) w rodzinie kurowatych (Phasianidae).

## Zasięg występowania
Rodzaj obejmuje gatunki występujące w Ameryce Północnej.

## Morfologia
Długość ciała 38–48 cm; masa ciała samców 684–1090 g, samic 548–999 g.

## Systematyka

### Etymologia
- Tympanuchus: gr. τυμπανον tumpanon „kocioł”; ηχεω ēkheō „brzmieć” (por. εχω ekhō „mieć, posiadać”)[11].
- Cupidonia (Cupidinea): epitet gatunkowy Tetrao cupido Linnaeus, 1758; w mitologii rzymskiej Cupido (pol. Kupidyn) był bogiem miłości, synem Wenus[12]. Gatunek typowy: Tetrao cupido Linnaeus, 1758.
- Pedioecetes (Pediaecaetes, Pediocaetes, Pediocoetes): gr. εδιον pedion „równina, pole”, od πεδον pedon „ziemia”, od πους pous, ποδος podos „stopa”; οικητης oikētēs „mieszkaniec”, od οικεω oikeō „zamieszkiwać”[13]. Gatunek typowy: Tetrao phasianellus Linnaeus, 1758.

### Podział systematyczny
Do rodzaju należą następujące gatunki:
- Tympanuchus phasianellus (Linnaeus, 1758) – preriokur bażanci
- Tympanuchus cupido (Linnaeus, 1758) – preriokur dwuczuby
- Tympanuchus pallidicinctus (Ridgway, 1873) – preriokur mały